# Jingle Bell Rock
«Jingle Bell Rock» — американская рождественская песня.
Впервые была записана и издана молодым кантри-певцом Бобби Хелмсом. Сингл с ней вышел за два дня до Рождества 1957 года. Песня сразу стала хитом, достигнув 6-го места в Горячей сотне «Билборда».
На тот момент Хелмс был новым лицом на музыкальной сцене, но уже был достаточно известен — ранее в том же году две его песни, «Fraulein» и «My Special Angel», побывали на 1-м месте американских кантри-чартов.
На следующий год песня была переиздана к Рождеству и опять попала в чарты. И ещё через год была переиздана ещё раз и опять была в чартах.
В декабре 2018 года благодаря цифровым продажам и стримингу, которые к тому времени стали учитываться при расчёте рейтингов «Билборда», этот неувядающий рождественский хит добрался до 8-го места в американском хит-параде Billboard Hot 100, а год спустя занял 3-е место.